# Općina Mežica
Općina Mežica (slo.:Občina Mežica) je općina u sjevernoj Sloveniji u pokrajini Koruškoj i statističkoj regiji Koruškj. Središte općine je grad Mežica.

## Zemljopis
Općina Mežica nalazi se u sjevernom dijelu Slovenije. Općina je granična ka Austriji na zapadu. Općina se nalazi u gornjem dijelu doline rijeke Meže, ispod Karavanki.
U općini vlada umjereno kontinentalna klima. Najvažniji vodotok u općini je rijeka Meža. Svi ostali vodotoci su mali i njeni su pritoci.

## Naselja u općini
Breg, Lom, Mežica, Onkraj Meže, Plat, Podkraj pri Mežici

## Vanjske poveznice
- Službena stranica općine